# Гартфорд (Кентуккі)
Гартфорд (англ. Hartford) — місто (англ. city) в США, в окрузі Огайо штату Кентуккі. Населення — 2668 осіб (2020).

## Географія
Гартфорд розташований за координатами 37°26′56″ пн. ш. 86°53′31″ зх. д. / 37.44889° пн. ш. 86.89194° зх. д. (37.448793, -86.892001).  За даними Бюро перепису населення США в 2010 році місто мало площу 6,90 км², з яких 6,85 км² — суходіл та 0,05 км² — водойми. В 2017 році площа становила 7,32 км², з яких 7,27 км² — суходіл та 0,05 км² — водойми.

## Демографія
Згідно з переписом 2010 року, у місті мешкали 2672 особи в 1058 домогосподарствах у складі 673 родин. Густота населення становила 387 осіб/км².  Було 1148 помешкань (166/км²).
Расовий склад населення:
| - 94,6 % — білих - 1,8 % — чорних або афроамериканців - 0,2 % — корінних американців - 0,2 % — азіатів - 1,5 % — осіб інших рас |

До двох чи більше рас належало 1,7 %. Частка іспаномовних становила 3,6 % від усіх жителів.
За віковим діапазоном населення розподілялося таким чином: 24,1 % — особи молодші 18 років, 57,3 % — особи у віці 18—64 років, 18,6 % — особи у віці 65 років та старші. Медіана віку мешканця становила 37,8 року. На 100 осіб жіночої статі у місті припадало 91,5 чоловіків;  на 100 жінок у віці від 18 років та старших — 83,8 чоловіків також старших 18 років.
Середній дохід на одне домашнє господарство  становив 43 345 доларів США (медіана — 32 411), а середній дохід на одну сім'ю — 50 212 долари (медіана — 41 875). Медіана доходів становила 46 181 долар для чоловіків та 29 828 доларів для жінок. За межею бідності перебувало 25,1 % осіб, у тому числі 38,2 % дітей у віці до 18 років та 14,3 % осіб у віці 65 років та старших.
Цивільне працевлаштоване населення становило 950 осіб. Основні галузі зайнятості: освіта, охорона здоров'я та соціальна допомога — 29,5 %, роздрібна торгівля — 15,6 %, виробництво — 10,6 %, мистецтво, розваги та відпочинок — 8,1 %.